# Acontia hortensis
Acontia hortensis là một loài bướm đêm trong họ Noctuidae.